# Libro de España
El Libro de España fue un libro de lectura educativa empleado en numerosas escuelas de toda España durante gran parte del siglo XX. La primera edición data de 1928. Por lo tanto no se trata de una obra franquista como se ha afirmado con frecuencia.

## Antecedentes. Educación y patriotismo
A principios del siglo XX, con el eco del Desastre del 98 en la guerra hispanoamericana, el Estado puso en marcha diversas reformas en materia educativa y entre ellas se intentó, como señalaba en 1913 una instrucción del Gobierno del Conde de Romanones a las juntas locales de educación, “procurar que la enseñanza tenga carácter eminentemente patriótico”. Inmediatamente después del Desastre de Annual, el ministro de Instrucción Pública y Bellas Artes, el maurista César Silió y Cortés, en septiembre de 1921 anunció la convocatoria de un concurso, con un premio de 50.000 pesetas, para la elaboración de un 'Libro de la Patria' de lectura obligatoria en todas las escuelas que tendría, entre otros fines, enseñar a los niños “lo que es y representa España y hacerla amar”.  El libro debía ser una guía adaptada a la mentalidad infantil como “un viaje ideal a través de todas las regiones hermanas, componentes de la Madre Patria”. Los niños, “viajeros simbólicos”, descubrirían así “los hechos gloriosos de nuestros mayores, el inventario de nuestras aportaciones al progreso mundial y las realidades más salientes de nuestra vida actual”. 
En la exposición de motivos del Real Decreto se aludía al ejemplo de otros países donde “eximios escritores han realizado esta pedagógica labor” y aludía expresamente a “libros como los de Amicis y Mantegazza, en ltalia, y Bruno en Francia”. La referencia, sin duda, es a Cuore (Corazón), el libro de Edmundo de Amicis publicado en 1886 con gran éxito donde se cuentan, en forma de diario, las vivencias de un niño turinés, Enrico Bottini, en la escuela, con sus compañeros, intercalando cartas de sus padres y cuentos cortos, y que destaca valores familiares, espirituales y patrióticos, y a su continuación, 'Testa' (Cabeza), escrita en 1887 por Paolo Mantegazza, amigo de Amicis, y que narra las experiencias de Enrico entrado en la adolescencia. Pero el modelo más directo era 'Le tour de la France par deux enfants', de G. Bruno (seudónimo de la escritora Augustine Fouillée, de soltera Tuillerie), publicado en 1877 y que se convirtió en una auténtica cartilla escolar de moralidad cívica y patriotismo. El libro narra las aventuras de dos huérfanos, André y Julien Voldende, de 14 y 7 años, que tras la muerte de su padre parten de Lorena (anexionada junto a Alsacia a Alemania tras la derrota francesa en la guerra franco-prusiana) en busca de un tío paterno en Francia. A lo largo de sus viajes a través de las diversas regiones francesas van conociendo sus paisajes, gentes, productos, héroes locales y monumentos históricos. 
Al concurso del 'Libro de la Patria' se presentaron 63 obras; no obstante, en marzo de 1923 el jurado nombrado para resolverlo anunció que el premio quedaba desierto ya  que ninguno de los participantes cumplía todos los requisitos de la convocatoria. Parece que detrás de la decisión se hallaba, en realidad, la disconformidad con el concurso de los liberales que habían desplazado a los conservadores del Gobierno. En los años siguientes se publicaron por diversas editoriales varios libros de lectura escolar de carácter patriótico que con toda probabilidad procedían de las obras presentadas al fallido concurso. Sin embargo, el libro de tal carácter que alcanzó más éxito no fue ninguno de los presuntamente presentados al concurso sino otro elaborado algo después pero siguiendo fielmente el modelo de 'Le tour de la France par deux enfants'.

## 'El libro de España', edición de 1928
La orden religiosa de los Hermanos Maristas, fundada en Francia en 1817 y extendida a España a partir de 1886, crea en Barcelona en 1890 a imagen de las que existen en Francia y otros países la Editorial FTD (iniciales de Frère Théophane Durand, superior de la congregación entre 1883 y 1907) que se dedica sobre todo a la edición de manuales escolares, en buena parte traduciendo o adaptando textos franceses. En 1932 pasa a denominarse Editorial Luis Vives; al inicio de la guerra civil española en 1936 es asaltada y destruida, por lo cual en 1937 se instala en Zaragoza.
En 1928 la Editorial FTD encarga al benedictino fray Justo Pérez de Urbel un libro inspirado en 'Le tour de la France par deux enfants' pero adaptado a España que pueda utilizarse como libro de lectura escolar. La obra se publica con el título de 'El libro de España' y alcanza un notable éxito, por lo cual conocerá una segunda edición en 1932 y reimpresiones en 1939 y 1940.
El libro, como su modelo francés, sigue las aventuras de dos hermanos huérfanos de padre y madre, Gonzalo de 10 años y Antonio de 14, que regresan de Francia a España en busca de sus familiares y logran hallar a un tío paterno que los acoge. A lo largo de diversas peripecias recorren casi toda la geografía española y conocen sus paisajes y personajes históricos, todo salpicado con una visión tradicional, cristiana y patriótica.  Al texto acompañaba –como a su modelo francés- una gran cantidad  de grabados en blanco y negro que reproducen retratos, acontecimientos históricos, escenas típicas, paisajes, monumentos y episodios de las andanzas protagonizadas por los dos hermanos.

## El fallido concurso de 'El libro de España' de 1937
Mediante Orden de 21 de septiembre de 1937, del presidente de la Junta Técnica del Estado, se convocaba un concurso premiado con 40.000 pesetas para la elaboración de un 'Libro de España' como libro de lectura obligatoria en las escuelas. Se advertía en su exposición de motivos que “Las Escuelas de la Nueva España han de ser continuidad ideal de las trincheras de hoy”. La parte histórica del libro “ha de atender especialmente a la refutación sencilla y valiente de aquellos pasajes de nuestra Historia que han sido más tenazmente calumniados por la Leyenda Negra” y “ha de señalar la no interrumpida contribución de España a la civilización universal, y preferentemente, la coincidencia de estos esfuerzos civilizadores con el actual Movimiento, contraponiendo a la absurda tendencia separatista, la idea excelsa de unión de todas las regiones dentro de la gran Patria Española”. Además de patriotismo debían transmitirse a los niños las características de la raza: ”La Fe cristiana, la hidalguía caballerosa, la cortesía exquisita, el valor militar, la ponderación de juicio” con el fin de “hacer que los niños del porvenir tomen, definitivamente, partido por España”. Los autores debían ser “españoles, de probado patriotismo y adhesión al Movimiento Nacional, y, si perteneciesen al Profesorado, no haber sido objeto de sanción por parte de las Comisiones Depuradoras”.
En suma, las pretensiones eran similares a las que llevaron en 1921 a la anterior convocatoria aunque adaptadas a las nuevas circunstancias políticas y a la ideología del bando franquista. La resolución del concurso se fue prorrogando por sucesivas órdenes hasta en tres ocasiones y, al igual que su antecedente, finalmente quedó desierto. Al parecer el motivo está en un conflicto entre la derecha católica y Falange Española por el control de la política educativa. 
Aunque no se llegó a establecer el 'Libro de España' oficial, y al igual que había sucedido en los años veinte, algunos de los textos escritos para el concurso fueron publicados en los años siguientes. Así, publicaron en 1943 un 'Libro de España' Ediciones Bruño, de los Hermanos Cristianos, protagonizado por un sabio preceptor, don Marcelino (evocación evidente de Menéndez Pelayo), que infunde el amor a la patria a sus alumnos Isabel y Fernando (evidente evocación de los Reyes Católicos). Con el mismo título de 'Libro de España' publicó en 1941 una obra la Institución Teresiana, mientras que los Marianistas editaron también en 1941 'Madre España'. Pero nuevamente el libro de lectura que tuvo más éxito no fue ninguno de ellos sino el de la editorial de los Maristas.

## 'El libro de España', edición de 1942
En 1942 la Editorial Luis Vives encarga a fray Justo Pérez de Urbel una revisión del 'Libro de España' para adaptarse a los nuevos tiempos. La nueva edición es aprobada como libro de texto por el Consejo de Educación Nacional, organismo que sometía a previa censura todos los manuales escolares. 
En la nueva versión el padre de los dos hermanos no era un marino fallecido sino un militar falangista muerto en el asalto al Cuartel de la Montaña en Madrid en julio de 1936 y los huérfanos habían tenido que huir a Francia del horror de la España roja. El tío paterno al que logran hallar también era falangista. Se introducen diversas referencias históricas a la reciente guerra civil, siempre desde la óptica del bando vencedor, y nuevos héroes como Franco, José Antonio Primo de Rivera y Onésimo Redondo. La ilustración de la cubierta pasó a estar presidida por el nuevo escudo nacional con el águila de San Juan inspirado en el de los Reyes Católicos. 
Esta nueva versión tiene tanto éxito como la primera y conoce sucesivas reediciones hasta 1967, siendo empleado abundantemente como libro de lectura en muchos centros escolares.

## Ediciones y uso tras la muerte de Franco
Hasta bien avanzada la década de 1980 se siguió empleando en numerosos centros educativos una versión modernizada y actualizada, ideológicamente más neutra, editada en 1970, que mantenía el mismo argumento básico y los mismos planteamientos didácticos de la obra original de 1928. Su título era "A través de España" 
En 1998 Editorial Luis Vives imprime una edición facsímil de la original de 1928 dado que el libro se hallaba en la memoria de varias generaciones de estudiantes que lo habían empleado en sus años escolares.